# Sulcozoa
Sulcozoa es un grupo de protistas que se caracterizan por estar equipados originalmente de un surco ventral, por la presencia de una teca o recubrimiento orgánico bajo la superficie dorsal de la célula y la mayoría también de flagelos. El grupo incluye varias líneas de flagelados muy diferentes morfológicamente, con 0, 1, 2 o 4 flagelos. Tienen un tamaño de alrededor de 5-20 μm y se encuentran en el suelo y en hábitats acuáticos, en donde se alimentan de bacterias.
Sulcozoa es un agrupamiento parafilético (no es un clado) propuesto por Cavalier-Smith como una ampliación y reorganización del grupo Apusozoa. Sulcozoa es considerado el origen tanto de Opisthokonta (Animalia + Fungi + Choanozoa) como de Amoebozoa. 

## Grupos
Sulcozoa comprende varios grupos de organismos que se caracterizan por presentar, por lo menos ancestralmente, una cobertura dorsal en la célula, un surco ventral (como en Excavata), seudópodos en el surco ventral que los ayudan a capturar el alimento y flagelos. Sulcozoa es un agrupamiento parafilético que comprende dos líneas separadas:
La línea Apusozoa incluye tanto biflagelados con dos densas capas peliculares dorsales y con locomoción por deslizamiento (reptación sobre el sustrato) con la ayuda del flagelo posterior como uniflagelados carentes de la capa pelicular y con deslizamiento apoyado en el flagelo anterior. Presentan típicamente seudópodos filosos (filopodios) ventrales y mitocondrias con crestas tubulares. Incluye a los siguientes grupos:
- Apusomonadida. Las membrana celular dorsal está sustentada por una teca fina que comprende dos capas y que se extiende lateralmente delimitando una amplia región ventral de la que emergen los seudópodos. Presentan dos flagelos heterodinámicos, el anterior encerrado por la extensión de la cubierta dorsal formando una probóscide, mientras que el posterior cae dentro de la región ventral, que apoyan la locomoción por deslizamiento. Las crestas mitocondriales son tubulares.

- Breviatea. Incluye amebas desnudas, con seudópodos filosos y una fase uniflagelada temporal o permanente. El flagelo es apical y dirigido anteriormente. Carecen de mitocondrias, por lo que son anaerobios o microaerofílicos, aunque presentan un gran orgánulo superficialmente similar a una mitocondria.

La línea Varisulca incluye zooflagelados con surco ventral o amebas filosas no flageladas con una abertura ventral circular y una capa dorsal. Presentan 0, 2 o 4 flagelos y los seudópodos pueden estar presentes o faltar. Las 
crestas mitocondriales pueden ser planas o vesiculares. Incluye a los siguientes grupos:
- Ancyromonadida (=Planomonadida).  Incluye organismos de agua dulce o marinos, bentónicos,  comprimidos dorsoventralmente y con dos flagelos desiguales, cada uno emergiendo de un bolsillo separado. El flagelo anterior apical puede ser muy delgado o terminar en la membrana celular, mientras que el flagelo posterior es largo y se inserta ventral o lateralmente. La membrana celular se apoya en una teca delgada de una sola capa y las crestas mitocondriales son discoidales/planas.

- Mantamonadida. Presentan células aplanadas con el lado izquierdo con forma angular y el derecho flexible. La locomoción es por deslizamiento sobre el sustrato. Son biflagelados, con un largo flagelo posterior situado detrás de la célula que se desliza y un flagelo anterior muy delgado.

- Rigifilida (=Micronucleariida). Presentan células redondeadas, con aspecto circular en la parte dorsoventral, aunque algunas veces flexible. La membrana celular se sustenta sobre una capa pelicular en las partes dorsal y lateral, rodeando una depresión circular central en el vientre de la célula, con los bordes formando un collar. Los seudópodos finos y ramificados que emergen de la depresión central son utilizados para capturar las bacterias que les sirven de alimento. Las crestas mitocondriales son planas.

- Diphylleida (=Collodictyonidae). Incluye organismos nadadores con dos o cuatro flagelos iguales, apicales y ortogonales entre sí. Presentan un surco de alimentación ventral que se extiende de un extremo a otro de la célula, dándoles una apariencia lobulada. Su relación con otros grupos es desconocida. Los miembros de este grupo comparten características con Excavata y Amoebozoa, tales como la ranura de alimentación ventral apoyada por estructuras microtubulares y la capacidad de formar seudópodos delgados o anchos. Estas podrían ser las antiguas características morfológicas de los eucariotas.

## Árbol filogenético
El siguiente árbol filogenético muestra las relaciones de las dos líneas de Sulcozoa (Apusozoa y Varisulca) con respecto al resto de los grupos de Eukarya, de acuerdo con las ideas de Cavalier-Smith.
|  | \| \| Apusozoa \| \| \| \| \| \| Opisthokonta \| \| \| \| |
|  |                                                           |
|  | Amoebozoa                                                 |
|  |                                                           |
|  | Apusozoa                                                  |
|  |                                                           |
|  | Opisthokonta                                              |
|  |                                                           |

|  | Apusozoa     |
|  |              |
|  | Opisthokonta |
|  |              |

|  | \| \| Apusozoa \| \| \| \| \| \| Opisthokonta \| \| \| \| |
|  |                                                           |
|  | Amoebozoa                                                 |
|  |                                                           |
|  | Apusozoa                                                  |
|  |                                                           |
|  | Opisthokonta                                              |
|  |                                                           |

|  | Apusozoa     |
|  |              |
|  | Opisthokonta |
|  |              |

|  | \| \| Apusozoa \| \| \| \| \| \| Opisthokonta \| \| \| \| |
|  |                                                           |
|  | Amoebozoa                                                 |
|  |                                                           |
|  | Apusozoa                                                  |
|  |                                                           |
|  | Opisthokonta                                              |
|  |                                                           |

|  | Apusozoa     |
|  |              |
|  | Opisthokonta |
|  |              |

|  | \| \| Apusozoa \| \| \| \| \| \| Opisthokonta \| \| \| \| |
|  |                                                           |
|  | Amoebozoa                                                 |
|  |                                                           |
|  | Apusozoa                                                  |
|  |                                                           |
|  | Opisthokonta                                              |
|  |                                                           |

|  | Apusozoa     |
|  |              |
|  | Opisthokonta |
|  |              |

|  | \| \| Apusozoa \| \| \| \| \| \| Opisthokonta \| \| \| \| |
|  |                                                           |
|  | Amoebozoa                                                 |
|  |                                                           |
|  | Apusozoa                                                  |
|  |                                                           |
|  | Opisthokonta                                              |
|  |                                                           |

|  | Apusozoa     |
|  |              |
|  | Opisthokonta |
|  |              |

|  | \| \| Apusozoa \| \| \| \| \| \| Opisthokonta \| \| \| \| |
|  |                                                           |
|  | Amoebozoa                                                 |
|  |                                                           |
|  | Apusozoa                                                  |
|  |                                                           |
|  | Opisthokonta                                              |
|  |                                                           |

|  | Apusozoa     |
|  |              |
|  | Opisthokonta |
|  |              |

|  | \| \| Apusozoa \| \| \| \| \| \| Opisthokonta \| \| \| \| |
|  |                                                           |
|  | Amoebozoa                                                 |
|  |                                                           |
|  | Apusozoa                                                  |
|  |                                                           |
|  | Opisthokonta                                              |
|  |                                                           |

|  | Apusozoa     |
|  |              |
|  | Opisthokonta |
|  |              |

|  | \| \| Apusozoa \| \| \| \| \| \| Opisthokonta \| \| \| \| |
|  |                                                           |
|  | Amoebozoa                                                 |
|  |                                                           |
|  | Apusozoa                                                  |
|  |                                                           |
|  | Opisthokonta                                              |
|  |                                                           |

|  | Apusozoa     |
|  |              |
|  | Opisthokonta |
|  |              |

Cavalier-Smith considera a Sulcozoa como el origen de  Opisthokonta (Animalia, Fungi, Choanozoa) y Amoebozoa. Sulcozoa probablemente se originó a partir de un antecesor que ya tenía un surco ventral (como en Excavata), al desarrollar un modo de locomoción por deslizamiento usando el flagelo posterior y seudópodos en el surco ventral. Estos organismos, a pesar de presentar generalmente dos o más flagelos, se incluyen como grupo basal en el clado Amorphea (= Unikonta).
Ya desde el comienzo Sulcozoa fue considerado un grupo parafilético, lo que ha sido confirmado por análisis moleculares. La justificación para la creación del grupo se encuentra en las teorías sobre el origen y evolución de las líneas principales eucariotas de Cavalier-Smith, de acuerdo con las cuales el ancestro común de los eucariotas actuales estaría entre Excavata y el supergrupo Amorphea (que incluye a Amoebozoa y Opisthokonta). Sulcozoa en esta teoría representaría un paso intermedio entre Excavata y Amorphea.

## Definición
En la clasificación publicada en 2010, Cavalier-Smith incluye tres órdenes en Apusozoa: Apusomonadida, Ancyromonadida (=Planomonadida) y Rigifilida (=Micronucleariida), y divide algunos de los géneros originales. El grupo se amplió en 2011 con el cuarto orden, Mantamonadida, para incluir a unos recién descubiertos flagelados marinos que viven en los sedimentos costeros. Otros órdenes anteriormente incluidos en Apusozoa han sido trasladados o descartados. Así por ejemplo, Hemimastigida o Spironemidae ha sido trasladado a Cercozoa.
En un análisis filogenético publicado en 2014, Cavalier-Smith determina que Apusozoa (restringido a los grupos Apusomonadida y Breviatea) es un grupo hermano de Opisthokonta, probablemente parafilético, divergiendo Breviatea antes de Apusomonadida. Por su parte, Varisulca (Planomonadida, Mantamonas y Collodictyonidae) parece ser un grupo hermano de Opisthokonta + Apusozoa + Amoebozoa, y posiblemente holofilético. En una reciente clasificación, Rigifilida es incluido en Varisulca.